# Miss Mundo 1996
Miss Mundo 1996 fue la 46.a edición del certamen anual de Miss Mundo, y se llevó a cabo el 23 de noviembre de 1996 en la ciudad de Bangalore, India. 88 concursantes de todo el mundo participaron en el prestigioso certamen. Al final de la noche, Irene Skliva de Grecia ganó el título de belleza con tan solo 18 años de edad. Ella fue coronada por Jacqueline Aguilera de Venezuela, quien fue Miss Mundo 1995.

## Resultados
Estas fueron las 10 semifinalistas que clasificaron a la fase final.
| Resultados Finales      | Finalistas |
| ----------------------- | --- |
| Miss Mundo 1996         | - Grecia - Irene Skliva |
| 1° Finalista            | - Colombia - Carolina Arango |
| 2° Finalista            | - Brasil - Anuska Valéria Prado |
| Finalistas (Top 5)      | - India - Rani Jeyraj - Venezuela - Anna Cepinska |
| Semifinalistas (Top 10) | - Aruba - Afranina Henriquez - Bélgica - Laurence Borremans - República Dominicana - Idelsa Núñez - México - Yessica Salazar - Sudáfrica - Peggy-Sue Khumalo |

### Premiaciones especiales
- Miss Personalidad: Daisy Reyes  Filipinas
- Miss Fotogénica: Anna Cepinska  Venezuela
- Mejor Traje Nacional: Anuska Prado  Brasil
- Mejor Vestido de Baño: Yessica Salazar  México
- Mejor en Vestido de Noche: Rani Jeyraj  India

### Reinas continentales
- África: Peggy-Sue Khumalo  Sudáfrica
- América: Carolina Arango  Colombia
- Asia y Oceanía: Rani Jeyraj  India
- Caribe: Afranina Henriquez  Aruba
- Europa: Irene Skliva  Grecia

## Panel de jurados
- Andre Sekulic
- Linda Pétursdóttir, Miss Mundo 1988 de Islandia
- Vijay Mallya
- Marlene Cardin
- Aamir Khan
- Aishwarya Rai, Miss Mundo 1994 de India
- Sanath Jayasuriya
- Ninibeth Leal, Miss Mundo 1991 de Venezuela
- Tom Nuyens, Mister Mundo 1996 de Bélgica
- Parmeshwar Godrej

## Candidatas
| País/Territorio                      | Candidata                              | Edad |
| ------------------------------------ | -------------------------------------- | ---- |
| Alemania                             | Melanie Ernst                          | 18   |
| Argentina                            | Fernanda Fernández Ramírez             | 18   |
| Aruba                                | Afranina Henriquez                     | 20   |
| Australia                            | Nicole Smith                           | 24   |
| Austria                              | Bettina Buxbaumer                      | 23   |
| Bangladés                            | Rehnuma Dilruba                        | 20   |
| Bélgica                              | Laurence Borremans                     | 18   |
| Bolivia                              | Andrea Mariana Forti Sandoval          | 19   |
| Bonaire                              | Jhane Louise Landwier                  | 18   |
| Bosnia y Herzegovina                 | Belma Zvrko                            | 18   |
| Botsuana                             | Joyce Manase                           | 20   |
| Brasil                               | Anuska Valeria Prado                   | 20   |
| Bulgaria                             | Viara Kamenova                         | 21   |
| Canadá                               | Michelle Carrie Lillian Weswaldi       | 19   |
| Chile                                | Luz Francisca Valenzuela Höllzer       | 20   |
| Chipre                               | Maria Papaprodromou                    | 19   |
| Colombia                             | Carolina Arango Corrales               | 19   |
| Corea del Sur                        | Seol Soo-jin                           | 21   |
| Costa Rica                           | Natalia Carvajal Lorenzo               | 21   |
| Croacia                              | Vanja Rupena                           | 18   |
| Curazao                              | Yandra Angelica Faulborn               | 19   |
| Ecuador                              | Jennifer Lynn Graham Dumani            | 19   |
| Eslovaquia                           | Linda Lencova                          | 18   |
| Eslovenia                            | Alenka Vindiš                          | 18   |
| España                               | Patricia Ruiz Fernández                | 19   |
| Estados Unidos                       | Kelly Webber                           | 20   |
| Estonia                              | Mari-Liis Kapustin                     | 18   |
| Finlandia                            | Hanna Hirvonen                         | 20   |
| Francia                              | Séverine Derouallé                     | 22   |
| Ghana                                | Sheila Azuntaba                        | 19   |
| Gibraltar                            | Samantha Lane                          | 17   |
| Grecia                               | Irene Skliva                           | 18   |
| Granada                              | Aria Johnson                           | 25   |
| Guam                                 | Aileen Maravilla                       | 23   |
| Guatemala                            | Maria Gabriela Rosales Castellaños     | 19   |
| Holanda                              | Petra Hoost                            | 20   |
| Hong Kong                            | Chillie Poon                           | 24   |
| Hungría                              | Andrea Deak                            | 19   |
| India                                | Rani Joan Jeyraj                       | 21   |
| Irlanda                              | Niamh Marie Redmond                    | 19   |
| Islas Vírgenes Británicas            | Ayana Glasgow                          | 21   |
| Islas Vírgenes de los Estados Unidos | Emoliere Williams                      | 18   |
| Israel                               | Talia Lewenthal                        | 18   |
| Italia                               | Mara de Gennaro                        | 24   |
| Jamaica                              | Selena Delgado                         | 21   |
| Japón                                | Miyuki Fujii                           | 21   |
| Kenia                                | Pritpal Kulwant Dhamu                  | 18   |
| Letonia                              | Anta Dukere                            | 22   |
| Líbano                               | Nisrine Sami Nasser                    | 22   |
| Lituania                             | Daiva Anuzyte                          | 18   |
| Macao                                | Guiomar Madeira da Silva Pedruco       | 22   |
| Macedonia, ARY                       | Vera Mesterovic                        | 17   |
| Malasia                              | Qu-an How Cheok Kuan                   | 20   |
| México                               | Yessica Salazar Gonzalez               | 21   |
| Nigeria                              | Emma Komlosy                           | 19   |
| Noruega                              | Eva Sjøholt                            | 24   |
| Nueva Zelanda                        | Kelly-Rose Mischiewski                 | 21   |
| Panamá                               | Norma Elida Perez Rodríguez            | 21   |
| Paraguay                             | Maria Ingrid Götze Scheunemann         | 22   |
| Perú                                 | Mónica Chacón de Vettori               | 21   |
| Filipinas                            | Daisy Garcia Reyes                     | 20   |
| Polonia                              | Agnieszka Zielińska                    | 20   |
| Portugal                             | Ana Mafalda Schaefer de Almeida Santos | 21   |
| Puerto Rico                          | Marissa de la Caridad Hernández        | 21   |
| Reino Unido                          | Rachael Liza Warner                    | 22   |
| República Checa                      | Petra Minářová                         | 18   |
| República Dominicana                 | Idelsa Núñez Torres                    | 21   |
| Rumania                              | Carmen Radoi                           | 21   |
| Rusia                                | Viktoriya Tsapitsina                   | 17   |
| Seychelles                           | Christina Pillay                       | 22   |
| Singapur                             | Carol Tan                              | 19   |
| Sudáfrica                            | Peggy-Sue Khumalo                      | 21   |
| Suazilandia                          | Olive Healy                            | 22   |
| Suecia                               | Åsa Johansson                          | 20   |
| Suiza                                | Melanie Winiger                        | 17   |
| Tahití                               | Hinerava Hiro                          | 18   |
| Tailandia                            | Sirinya Winsiri                        | 17   |
| Taiwán                               | Chen Hsiao-Fen                         | 23   |
| Tanzania                             | Shose Akare Sinare                     | 20   |
| Trinidad y Tobago                    | Sharda Ramlogan                        | 23   |
| Turquía                              | Serpil Sevilay Ozturk                  | 19   |
| Ucrania                              | Nataliya Shvachko                      | 20   |
| Uganda                               | Sheba Kerere                           | 19   |
| Uruguay                              | Claudia Veronica Gallaretta Olmedo     | 19   |
| Venezuela                            | Anna Cepinska Miszczak                 | 18   |
| Yugoslavia                           | Slavica Krivokuca                      | 18   |
| Zambia                               | Alice Banda                            | 21   |
| Zimbabue                             | Nomsa Ndiweni                          | 19   |

### Orden de grupos
| Delhi, India - Costa Rica - Irlanda - Macao - Panamá - Suiza - Tahití - Argentina - Islas Vírgenes de los Estados Unidos - Malasia - Zimbabue - Holanda - Tanzania - Bulgaria - Estonia - Ecuador - Noruega - Seychelles - Uganda Bangalore, India - Chile - Colombia - República Checa - Gibraltar - Líbano - Perú - República Dominicana - Suazilandia - Yugoslavia Mahe, Seychelles - Bélgica - Bonaire - Bolivia - Bosnia y Herzegovina - Botsuana - Brasil - Islas Vírgenes Británicas - Hong Kong - Italia - Israel - Jamaica - Japón - Kenia - Filipinas - Polonia - Portugal - Puerto Rico | - Rusia - Tailandia - Turquía - Ucrania - España - Suecia - Taiwán - Finlandia - Francia - Alemania - Ghana - Grecia - Granada - Guam - Guatemala - Corea del Sur - Letonia - Lituania - Eslovaquia - Eslovenia - Sudáfrica - México - Nueva Zelanda - Nigeria - Hungría - India Islas Praslin, Seychelles - Trinidad y Tobago - Estados Unidos - Venezuela - Uruguay - Zambia - Macedonia - Paraguay - Singapur - Reino Unido La Digue, Seychelles - Aruba - Australia - Austria - Bangladés - Canadá - Croacia - Curazao - Chipre - Rumania |

## Acerca de las naciones participantes

### Debut
- Bonaire, Bosnia y Herzegovina y Macedonia compitieron en Miss Mundo por primera vez.

### Regresos
- Granada compitió por última vez en 1970 (con su representante Jennifer Hosten ganadora de Miss Mundo), y no volvió a competir hasta el 2007 con Vivian Charlott Burkhardt quien clasificó a las semifinales.
- Yugoslavia compitió por última vez en 1991 después de una guerra civil a los 5 años en los que su nación estaba dividida en estados independientes.
- Uganda y Uruguay compitieron por última vez en 1993.
- Kenia compitió por última vez en 1994.

### Retiros
- Bahamas y las Islas Caimán no compitieron en Miss Mundo, debido a problemas financieros.

## Acerca de las participantes

### Miss Universo
- Miss Universo 1996: Andrea Deak (Hungría), Chen Hsiao-Fen (Taiwán) y Serpil Sevilay Ozturk (Turquía).
- Miss Universo 1997: Laurence Borremans (Bélgica), Jhane Louise Landwier (Bonaire), Agnieszka Zielińska (Polonia), Petra Minářová (República Checa) y Melanie Winiger (Suiza).
- Miss Universo 2000: Nataliya Shvachko (Ucrania).

### Miss Internacional
- Miss Internacional 1997: Nisrine Sami Nasser (Líbano).

### Miss Tierra
- Miss Tierra 2001: Michelle Carrie Lillian Weswaldi (Canadá).

### Miss China Internacional
- Miss China Internacional 1997: Guiomar Madeira da Silva Pedruco (Macao)

## Significancia histórica
- Las grabaciones preliminares se hicieron en la India y en Seychelles.
- Guiomar Madeira da Silva Pedruco de Macao fue la hija menor de sus 4 hermanas en la familia Pedruco que compitieron en Miss Mundo. Luego pasó a competir en Miss China Internacional el año siguiente, y estuvo en el Top 5.
- República Dominicana vuelve a las semifinales por primera vez desde Mariasela Álvarez ganó el primer título de Miss Mundo para la República Dominicana en 1982.
- Emma Komlosy de Nigeria es la hija de Patti Boulaye, y la primera ganadora de raza mixta (mitad-húngaro) de su país.
- Sirinya Winsiri de Tailandia es mitad americana bajo el nombre Cindy Burbridge.